# 冉通
冉通，四川万县人，明朝政治人物。

## 生平
洪武三十年（1397年），冉通中式丁丑科夏榜二甲第三名进士。后任兵科都给事中，以刚正敢言著稱。